# Pagurus acadianus
Pagurus acadianus é uma espécie de caranguejos heremitas destros descrita por  J. E. Benedict (1901). É nativa do Canadá.